# Artocarpus
Artocarpus је род биљака из породице дудова (Moraceae) који чини око 60 врста дрвећа и жбуња. Биљке овог рода су пореклом из југоисточне Азије и са пацифичких острва. Углавном расту као дивље јединке у тропским кишним шумама, док је свега неколико врста култивисано и узгаја се планташки (хлебно дрво (A. altilis) и A. heterophyllus).

## Таксономија
Име рода Artocarpus потиче од грчких речи άρτος (хлеб) и καρπός (воће), а име су дали ботаничари, отац и син Јохан и Георг Форстер 1775. године.

## Опис
Роду Artocarpus припадају дрвенасте и жбунасте биљке које имају способност да производе млечни сок. Мали и зеленкасти женски цветови расту на кратким и меснатим шиљцима, а карактериситка је појава каулифлорије. Након опрашивања из цвета се развија плод знатне тежине. Плодови су зеленкасто жуте боје и имају неравну површину. Облик листа је промењив, па чак и на истом дрвету могу да се развију физиономски различите врсте лишћа

## Врсте
Према подацима са базе The Plant List овај род чине 64 врсте::
| - Miq. - - Blanco - Buch.-Ham. - Miq. - Lam. - Lam. - (Thunb.) Merr. - Miq. - Pudau - Buch.-Ham. | - Merr. - Trécul - Trécul - Thwaites - Blanco - Blanco - Blume - Warb. - King - Becc. - Elmer |